# 白背叶
白背叶（学名：Mallotus apelta）为大戟科野桐属下的一个种。

## 扩展阅读
- 維基物種上的相關：白背叶